# Power to Play
Power to Play – siódmy studyjny album brytyjskiego zespołu McFly, wydany 9 czerwca 2023. Promowały go utwóry „Where Did All the Guitars Go?”, „God of Rock & Roll” oraz „Honey I'm Home”. 
W pierwszym tygodniu od premiery, album pojawił się na drugim miejscu Top 40 UK Albums Chart oraz na pierwszym miejscu Official Independent Albums Chart Top 50.

## Utwory
1. Where Did All the Guitars Go (Tom Fletcher, Danny Jones, Harry Judd, Dougie Poynter)
2. Land of the Bees (Fletcher, Jones, Judd,  Poynter, Steven Battelle)
3. Forever's not Enough (Fletcher, Jones, Judd, Poynter, James Bay)
4. God of Rock&Roll (Fletcher, Jones, Judd, Poynter, Battelle)
5. I'm Fine (Fletcher, Jones, Judd, Poynter, Rat Boy, Todd Dorigo, Battelle)
6. Taking Back Tonight (Fletcher, Jones, Judd, Poynter, Battelle)
7. Honey I'm Home (Fletcher, Jones, Judd, Poynter)
8. Route 55 (Fletcher, Jones, Judd, Poynter, Battelle, Mark Hoppus, Rat Boy)
9. Crash (Fletcher, Jones, Judd, Poynter, Dorigo, Dan Carter)
10. Make It Out Alive (Fletcher, Jones, Judd,  Poynter, Dorigo, Battelle)
11. Wild and Young (Fletcher, Jones, Poyntyer, Judd, Jake Gosling, Chris Leonard)
12. Shine On (Fletcher, Jones, Judd, Poyntyer, Battelle)